# Ruisseauville
Ruisseauville là một xã trong tỉnh Pas-de-Calais, vùng Hauts-de-France, Pháp.

## Địa lý
Ruisseauville có cự ly 24 km về phía đông Montreuil-sur-Mer, just to the về phía nam Fruges, trên đường D928.

## Population
| 1962                                                              | 1968 | 1975 | 1982 | 1990 | 1999 | 2006 |
| ----------------------------------------------------------------- | ---- | ---- | ---- | ---- | ---- | ---- |
| 127                                                               | 142  | 147  | 148  | 147  | 121  | 143  |
| Số liệu điều tra dân số tính từ năm 1962, dân số chỉ tính một lần |      |      |      |      |      |      |

## Địa điểm nổi bật
- Nhà thờ St.Nicaise, thế kỷ 17